# Полуденный Актай
Полуденный Актай — река в России, протекает по Свердловской области. Устье реки находится в 32 км по правому берегу реки Актай. Длина реки составляет 32 км.

## Данные водного реестра
По данным государственного водного реестра России относится к Иртышскому бассейновому округу, водохозяйственный участок реки — Тура от истока до впадения реки Тагил, речной подбассейн реки — Тобол. Речной бассейн реки — Иртыш.
Код объекта в государственном водном реестре — 14010501212111200004688.